# Montaña rusa (álbum)
Montaña rusa es el séptimo álbum del grupo español Second. Salió a la venta el 3 de septiembre de 2013.
Fue grabado en Estados Unidos durante un mes bajo la producción del argentino Sebastián Krys. El disco consta de 11 canciones nuevas, que según el grupo, es "más directo, más visceral, más natural y más espontáneo".
La primera canción de promoción de disco fue "Lobotomizados", con un clip realizado por la banda corriendo a la par de un tren en el desierto de Los Ángeles, por pequeños segmentos de los seguidores corriendo en diferentes partes del mundo (México, Estados Unidos, España, Finlandia, Reino Unido, Irlanda, Italia y Francia. 
La segunda canción presentada fue "Las serpientes", con un vídeo donde se muestra al cantante de la banda, Sean Frutos, grabando la canción, como así también fragmentos de la estadía de la banda en Estados Unidos. 
La tercera canción en presentar ha sido "2502", cuyo vestuario está basado en la película La fuga de Logan, ambientada en una época futurista, de la cual el grupo se declara fan.
El disco fue presentado el día lunes 2 de septiembre de 2013 en programa radial 180 grados, conducido por Virginia Díaz. En dicha presentación estaban presente Sean Frutos, Jorge Guirao y Javi Lorenzo. Durante este programa, se presentaron 8 canciones del disco. 

## Lista de canciones
- 2502
- Las Serpientes
- Extenuación
- Caramelos envenenados
- Lobotomizados
- Antiyo
- La Barrera Sensorial
- La Distancia no es velocidad por tiempo
- Espectador
- Si todo se oxida
- Estamos de ocasión